# Fissidens prionodes
Fissidens prionodes là một loài Rêu trong họ Fissidentaceae. Loài này được Mont. mô tả khoa học đầu tiên năm 1835.